# István Szilágyi (scriitor)
István Szilágyi (n. 1 octombrie 1938, Cluj, România – d. 13 martie 2024, Cluj-Napoca, România) a fost un scriitor maghiar din Transilvania, care a primit titlul de Artist al Națiunii, a fost distins cu premiul Kossuth și cu premiul Attila József și a fost ales membru al departamentului de literatură al Academiei Maghiare de Arte (2002).

## Biografie
S-a născut în 10 octombrie 1938 la Cluj. Familia sa s-a mutat în anul 1940 în orașul Zalău, unde István a petrecut o mare parte a copilăriei sale. Tatăl său a murit în anul 1943 pe Frontul de Est, în apropiere de Don, în timpul celui de-al Doilea Război Mondial. István a început studiile la Zalău și s-a întors în 1952 la Cluj, unde a urmat cursurile Liceului de mecanică feroviară. A absolvit liceul în 1956 și, după aceea, a lucrat pentru o scurtă perioadă în atelierele feroviare din Oradea și Satu Mare; a urmat cursuri de mecanic de locomotivă, dar a fost considerat inapt la controlul medical, din cauza vederii sale slabe.
A urmat cursurile Facultății de Drept a Universității Bolyai din Cluj în perioada 1958–1963, dar, după absolvire, a refuzat postul de procuror care i s-a oferit și nu a practicat niciodată dreptul. A fost angajat la revista literară săptămânală Utunk din Cluj, unde a îndeplinit funcția de redactor-șef adjunct din 1968 până în 1989. Revista literară Utunk și-a încetat apariția în 1989 și a fost reînființată sub denumirea de Helikon. István Szilágyi a preluat în anul 1990 postul de redactor-șef al revistei literare Helikon, îndeplinind această funcție până când s-a pensionat.
În cursul activității sale a fost distins cu mai multe premii prestigioase, printre care premiul Attila József (1990), premiul Ady Endre (1992), premiul Déry Tibor (1995) și premiul Kossuth (2001) pentru „activitatea sa de îmbogățire a prozei cu straturile arhaice ale limbii maghiare, pentru operele sale excepțional de sensibile, care descriu procese istorice și analizează legile universale ale existenței umane”. A fost decorat cu Crucea Mică a Ordinului de Merit al Ungariei în 1999 și cu Crucea Medie cu stea a Ordinului de Merit al Ungariei în 2014 și a primit distincția „Artist al Națiunii” în 2014.
După ce s-a pensionat, a continuat să locuiască și să scrie în orașul natal. A decedat în 13 martie 2024 la Cluj-Napoca, după o boală grea.

## Activitatea literară
István Szilágyi a debutat cu proză în anul 1963 în săptămânalul maghiar Utunk, unde au fost publicate primele sale scrieri. A scris nuvele, povestiri și romane. Prima sa carte de mare succes, romanul Kő hull apadó kútba, a fost publicată în 1975 și a obținut recunoașterea unanimă a criticilor literari ai mai multor școli literare. Ea a fost tradusă în mai multe limbi: în germană în 1982 (Steine fallen in versiegenden Brunnen), în română în 1984 (Cad pietre în fântâna seacă), în poloneză în 2001 (Dudni kamień, dudni...) și în slovacă.
Romanul său monumental de 700 de pagini Agancsbozót, care conține o viziune absurdă și deschisă atât asupra mitului, cât și asupra realității înfățișate în mod ironic, a atras atenția criticilor în anii 1990. Unul dintre romanele sale mai noi, Hollóidő (2001), are acțiunea petrecută în timpul ocupației turcești, înfățișând viața de zi cu zi, iubirile, aventurile militare și ororile unei epoci îndepărtate. Recepția și evaluarea critică a operelor scriitorului este cuprinsă în cartea Tanulmányok Szilágyi Istvánról (ed. Béla Márkus, Editura Universității din Debrețin, 2003). Cu ocazia sărbătoririi vârstei de 70 de ani a scriitorului – în toamna anului 2008 – editura Magvető Kiadó a republicat romanele Kő hull apadó kútba și Hollóidő ale lui István Szilágyi, iar un an mai târziu a publicat un volum cu cele mai bune povestiri și nuvele ale sale. Ultimul său roman, Messze túl a láthatáron, a fost publicat în anul 2020.
A devenit membru al Uniunii Scriitorilor din România în 1968 și a fost ales membru al Consiliului Uniunii în 1976. A fost distins cu Premiul Uniunii Scriitorilor din România în 1976, 1991 și 2002. A fost ales membru al Academiei Maghiare de Arte în 2002 și apoi membru al Academiei Literare Digitale Ungare în 2010.

## Lucrări (selecție)
- Sorskovács („Făurarul sorții”), nuvele, Editura pentru Literatură, București, 1964
- Ezen a csillagon („Pe această planetă”), nuvele, povestiri, schițe, Editura pentru Literatură, București, 1966
- Üllő, dobszó, harang („Forjă, tobă, clopot”), roman, Editura pentru Literatură, București, 1969
- Jámbor vadak („Fiare blânde”), povestiri, Editura Kriterion, București, 1971
- Kő hull apadó kútba („Cad pietre în fântâna seacă”), roman, Editura Kriterion, București, 1975; traducere de Corneliu Balla, cu prefață de Eugen Uricaru, Ed. Kriterion, 1984
- Kő hull apadó kútba; în: Letűnt világok. Két egyfelvonásos; NPI, Budapesta, 1981 (Színjátszók kiskönyvtára)
- Agancsbozót („Tufișul din coarne”), roman, Editura Kriterion, București, 1990
- Hollóidő („Vremea corbului”), roman, Magvető Könyvkiadó, Budapesta, 2001
- Bolygó tüzek, nuvele și povestiri, Magvető, Budapesta, 2009
- Katlanváros, MMA, Budapesta, 2019
- Messze túl a láthatáron, MMA, Budapesta, 2020

## Premii și distincții
- 1975 - Premiul Pezsgő
- 1976 - Premiul Uniunii Scriitorilor din România[5]
- 1990 - Premiul Attila József[7]
- 1991 - Premiul Uniunii Scriitorilor din România[5]
- 1992 - Premiul Ady Endre[6]
- 1995 - Premiul Déry Tibor[6]
- 1998 - Premiul Getz Corporation
- 2001 - Premiul Kossuth[5][7]
- 2002 - Premiul Uniunii Scriitorilor din România[5]
- 2002 - Premiul literar maghiar (nu l-a acceptat)
- 2003 - Premiul Márai Sándor[6]
- 2008 - Premiul Székelyföld
- 2008 - Premiul Arany János[6]
- 2008 - Placa memorială Kölcsey
- 2009 - Premiul Alföld[6]
- 2009 - Premiul Hazám
- 2011 - Premiul pentru întreaga activitate al Fundației pentru Literatura Maghiară din Transilvania[6]
- 2012 - Premiul pentru țara mea
- 2014 - Artist al Națiunii[6]
- 2017 - Premiul Prima[6]
- 2020 - Premiul Alianței pentru Transilvania pentru întreaga activitate, decernat de UDMR[6]

### Decorații
- Crucea Mică a Ordinului de Merit al Ungariei (1999)[6]
- Ordinul național „Steaua României” în grad de Cavaler (1 decembrie 2000) „pentru realizări artistice remarcabile și pentru promovarea culturii, de Ziua Națională a României”[10]
- Crucea Medie cu stea a Ordinului de Merit al Ungariei (2014)[7]

## Legături externe
- Kő hull apadó kútba – könyvismertetés
- Szilágyi István: Agancsbozót, könyvismertetés